# Сартэмтор (бассейн Кулынигола)
Сартэмтор (также Сарт-Эмтор) — пресноводное озеро в Нижневартовском районе Ханты-Мансийского автономного округа России, в 83 километрах к северо-востоку от села Корлики, к северо-востоку от озера Весэмтор. Принадлежит бассейну реки Вах.
Этимология озера восходит к языку хантов и переводится как Озеро, в котором водится щука: сорт — щука + эмтор — озеро.
Имеет округлую форму. Площадь зеркала 32 км². Длина 7,5 км, максимальная ширина достигает 6 км , урез воды на отметке 120 м. Берега низкие, заболоченные, местами покрытые редколесьем с низкорослыми деревьями и кустарником.
В озеро впадают реки Сартинигол (на востоке), Менкоменъёган (на юге) и Тюгренёган (на севере), а также несколько ручьёв. Из озера на западе вытекает река Койменъёган, относящаяся к бассейну Карского моря. Недалеко от устья реки Менкоменъёган расположен узкий и длинный остров.
Код объекта в государственном водном реестре — 13011000111115200003230.